# Jeffrey Nordling
Jeffrey Richard Nordling, född 11 mars 1962 i Ridgewood i New Jersey, är en amerikansk skådespelare. Han är bland annat känd för att spela rollen som Jake Manning i dramaserien Once and Again, Larry Moss i actiondramaserien 24, Nick Bolen i dramakomediserien Desperate Housewives, och Gordon Klein i dramaserien Big Little Lies. Han medverkar också i ett flertal filmer, bland annat i Working Girl från 1988, som var hans allra första filmdebut.
Nordling är uppvuxen i Washington Township i New Jersey. Han har studerat på Wheaton College i Wheaton, Illinois och Southern Methodist University (Meadows School of the Arts) i Dallas, Texas. Han utexaminerades från dessa skolor 1984 respektive 1987.

## Filmografi (i urval)

### Filmer
- 1988 – Working Girl
- 1992 – Ruby
- 1993 – And the Band Played On
- 1994 – Holy Matrimony
- 1994 – Mördare i grannskapet
- 1994 – Quiz Show
- 1994 – Love Affair
- 1996 – D3: The Mighty Ducks
- 1996 – Apollo 11
- 1997 – Mord i sömnen
- 1997 – Sanna kvinnor
- 1998 – Polish Wedding
- 1999 – Pirates of Silicon Valley
- 1999 – Turbulence 2 Fear of Flying
- 2006 – Flight 93
- 2006 – Flicka
- 2006 – Home of the Brave
- 2008 – Surfer, Dude
- 2010 – Tron: Legacy
- 2014 – Cloud 9
- 2016 – Sully

### TV-serier
| - 1988 – Skönheten och odjuret (TV-serie) - 1989 – Alien Nation (TV-serie) - 1990 – The Outsiders (TV-serie) - 1991 – Ponnyexpressen (TV-serie) - 1993 – Star Trek: Deep Space Nine (TV-serie) - 1993 – Time Trax (TV-serie) - 1993–1994 – Mord och inga visor (TV-serie) - 1995 – Chicago Hope (TV-serie) - 1995 – Touched by an Angel (TV-serie) - 1996 – Roseanne (TV-serie) - 1997 – Veronica (TV-serie) - 1997 – Melrose Place (TV-serie) - 1998 – Sex and the City (TV-serie) - 1998 – Arliss (TV-serie) - 1999–2002 – Once and Again (TV-serie) - 2002 – Providence (TV-serie) - 2003 – Still Standing (TV-serie) - 2003 – Jordan, rättsläkare (TV-serie) - 2004 – Cold Case (TV-serie) - 2004 – Nip/Tuck (TV-serie) - 2005 – Life As We Know It (TV-serie) - 2005 – Listen Up! (TV-serie) - 2005 – Vem dömer Amy? (TV-serie) - 2005 – All Grown Up! (TV-serie) - 2005 – The Closer (TV-serie) - 2005 – Killer Instinct (TV-serie) - 2005 – CSI: Crime Scene Investigation (TV-serie) - 2005 – Bones (TV-serie) - 2005 – Close to Home (TV-serie) - 2006 – Justice (TV-serie) - 2007 – Shark (TV-serie) | - 2007–2008 – Dirt (TV-serie) - 2008 – The Mentalist (TV-serie) - 2009 – 24 (TV-serie) - 2009–2010 – Desperate Housewives (TV-serie) - 2011 – In Plain Sight (TV-serie) - 2011 – The Protector (TV-serie) - 2011 – CSI: New York (TV-serie) - 2011–2012 – Body of Proof (TV-serie) - 2012 – Happily Divorced (TV-serie) - 2012 – Malibu Country (TV-serie) - 2012–2014 – Arrow (TV-serie) - 2013 – Necessary Roughness (TV-serie) - 2014 – Killer Women (TV-serie) - 2014 – Rake (TV-serie) - 2014 – Castle (TV-serie) - 2014 – Criminal Minds (TV-serie) - 2015 – Hawaii Five-0 (TV-serie) - 2015 – Motive (TV-serie) - 2017–2018 – Nashville (TV-serie) - 2017 – Big Little Lies (TV-serie) - 2017 – I'm Dying Up Here (TV-serie) - 2017 – Salvation (TV-serie) - 2017–2019 – The Gifted (TV-serie) - 2018 – Mannen i det höga slottet (TV-serie) - 2018–2019 – Suits (TV-serie) - 2019 – Proven Innocent (TV-serie) - 2020 – High Fidelity (TV-serie) - 2020 – Better Things (TV-serie) - 2021 – Walker (TV-serie) - 2022 – This Is Us (TV-serie) - 2022 – I lagens namn (TV-serie) |